# Subway
A Subway egy multinacionális gyorsétterem-hálózat, mely elsősorban szendvicseket és salátákat árul. Az első Subway éttermet Fred DeLuca és Peter Buck nyitotta meg a Connecticut állambeli Bridgeportban. Részben az egészséges életmódra kihegyezett marketingnek köszönhetően – a Subway a világ leggyorsabban terjeszkedő étteremhálózata volt. Az elmúlt években a Subway nagy nehézségekkel szembesült. Megjelent és megerősödött a konkurencia és az emberek elkezdtek átpártolni hozzájuk. Így az étteremlánc naponta több száz üzletet zár be a világon és Amerika-szerte egyaránt. Hajdan a világ kedvenc szendvicsezőjenek a napjai meg vannak számlálva. Jelenleg 112 országban, 44 852 Subway étterem működik, melyből mára már csak 5 található meg Magyarországon. A valamikor több mint 20 éttermet is üzemelő étteremlánc közel van a végleges megszűnéshez hazánkban.

## Magyarországon
2021-ben 7 étterem volt Magyarországon (ebből három Budapesten), és további négy megnyitását tervezték.